# 龙振彪
龙振彪（1914年2月6日—2000年9月27日），江西永新县石桥乡梅田村人，中国人民解放军开国大校、中国人民解放军少将。

## 生平

### 民国时期
1930年，加入中国共产主义青年团。1932年，参加中国工农红军。1933年，加入中国共产党。第一次国共内战期间，曾任永新县天河区儿童团团长、儿童局书记。1933年，入湘赣军区无线电训练班学习。后任红二方面军总指挥部电台报务员，湘鄂川黔省委电台队长，红六军团电台队长，红四方面军第四军电台队长，红二方面军第6师电台队长。参加了湘赣、湘鄂川黔苏区反围剿战争和长征。
抗日战争时期，任八路军第120师358旅电台队长，第120师电台队长、中队长，参加忻口战役、百团大战等。第二次国共内战期间，担任北平军事调处执行部电台队长，晋绥军区司令部通信科副科长，陕甘宁晋绥联防军司令部通信科科长，西北军区通信联络处处长兼西安军管会电讯处处长。

### 共和国时期
中华人民共和国成立后，担任东北军区司令部通信处副处长。1952年，进入军事学院高级系学习，后任高级通信学校校长，通信兵学院院长。1963年12月至1975年3月，担任总参谋部通信部副主任。1955年，获得二级八一勋章、二级独立自由勋章、二级解放勋章。1961年，升任少将军衔。2000年9月27日，在北京逝世。